# Caprice avec le Capitole
Caprice avec le Capitole  (en italien : Capriccio con Campidoglio) du peintre vénitien Bernardo Bellotto est une peinture à l'huile  sur toile de 116 × 131 cm réalisée autour de 1742 et conservée à la Galerie nationale de Parme.

## Description
L'œuvre est un capriccio, qui mêle ce qui existe réellement (ici, le Capitole de Rome, son escalier et l'église d'Aracoeli), à des lieux fantastiques (les ruines du premier plan). De cette façon, l'artiste construit une ville non pas réelle, mais possible et imaginaire.
Les ruines du premier plan servent d'avant-scène, offrant une vue sur le Capitole à partir du bas de la cordonata capitolina, l'escalier conçu par Michel-Ange, et incluant également l'église de Santa Maria in Aracoeli. Au sommet de l'escalier on aperçoit le groupe marmoréen de Castor, et, plus loin, le nouveau Palais et la vue  partielle  du palais sénatorial.
En exposant ces bâtiments, tant aimés des étrangers entreprenant le Grand Tour en Italie, plus que de reproduire la réalité, Bellotto cherche à représenter un sentiment quasi mélancolique, pour rappeler à l'observateur la grandeur antique passée. La toile appartient au début de la production de l'artiste, constituant un intéressant témoignage de sa période romaine.
L'œuvre a été achetée par le comte Stefano Sanvitale de Parme, en 1835, et, plus tard, exposée à la Galerie nationale de la ville, où est également conservé un deuxième tableau qui lui sert de pendant[Lequel ?].